# Eugene Roe
Eugene Gilbert Roe (1922. október 17. – 1998. december 30.) az amerikai hadsereg 101. légi szállítású hadosztály 506. ejtőernyős gyalogezred 2. zászlóalj E (Easy) századának felcsere volt. Roe-t Shane Taylor alakította az HBO Band of Brothers minisorozatában.

## Élete a háború előtt
Eugene a louisianai Bayou Chene-ben született Ed Roe és Maud Verret gyermekeként. Roe az általános iskolai otthagyta. 
A Roe család később a louisianai Morgan Citybe költözött.
Eugene-t 1942. december 12-én vonult be a seregbe a louisianai Lafayette-be.

## A világháborúban
Roe az Easy század egyik orvosa, felcsere volt. Míg az Easy század Aldbourne-ban állomásozott, Roe találkozott első feleségével, Verával. Esküvőjüket 1944. június 6-ra tűzték ki, de el kellett halasztani, mert Roe ezen a napon hajtotta végre első harci ugrását Normandiába a D napon.
Roe részt vett a Market Garden hadműveletben. Hollandiában 1944. szeptember 17-én megsebesült.
Roe részt vett a bastogne-i csatában is.
1945. november 17-én indult haza Európából és 11 nappal később érkezett meg az Egyesült Államokba.

## Élete a háború után
Roe 1945. május 8-án -amikor a háború véget ért Európában- feleségül vette Verát Angliában.
A háború után Roe és felesége Baton Rouge-ba költöztek, és három gyermekük született.
A pár huszonhét évvel később elvált, Roe öt évvel később újraházasodott.
Roe a háború után építőipari vállalkozó lett.

## Halála
Tüdőrákban halt meg 1998. december 30-án Louisianában.

## Az elit alakulat
Roe-t Shane Taylor alakította az HBO Band of Brothers minisorozatában. A minisorozat 6. epizódját ("Bastogne") az ő szemszögéből láthatjuk. Ebben az epizódban Roe találkozott egy Renee nevű belga nővérrel is a bostogne-i segélyállomáson. Noha egy Renée Lemaire nevű nővér akkoriban valóban dolgozott a bastogne-i segélyállomáson de nem biztos, hogy Roe találkozott-e vele.
Roe-t csak röviden említette Stephen Ambrose Band of Brothers című könyve, de azt mondták róla, hogy nagyon bátor és hősies orvos volt.

## Forrás
- Eugene Roe élete. (Hozzáférés: 2023. április 26.)
- Doc Roe. (Hozzáférés: 2023. május 2.)